# ابررساناهای نامتعارف
ابررساناهای نامتعارف موادی هستند که نوعی ابررسانایی نشان می‌دهند که نه با نظریه بی‌سی‌اس و نه با نظریه نیکولای بوگولیوبوف یا گسترش‌های آن سازگار است.
نخستین ابررسانای موج-دی نامتعارف، یعنی CeCu2Si2 نوعی فلز فرمیون سنگین است که در سال ۱۹۷۸ توسط فرانک استگلیچ کشف شد.
در اوایل دهه هشتاد، ابررساناهای فرمیون سنگین بسیار بیشتری از جمله UBe13 و UPt3  و URu2Si2  کشف شدند. در هریک از این مواد، ماهیت ناهمسانگرد جفت‌شدن از وابستگی نرخ ریلکسیشن رزونانس مغناطیسی هسته‌ای و ظرفیت گرمایی مشخص در دما، قابل نتیجه‌گیری است. وجود گره‌ها در شکاف ابررسانش UPt3در سال ۱۹۸۶ با استفاده از وابستگی قطبش به تضعیف اولتراساوند تایید شد.